# Лютер Райт
Лютер А. Райт (молодший) (англ. Luther A. Wright Jr.; нар. 22 вересня 1971, Джерсі-Сіті, Нью-Джерсі, США) — американський професіональний баскетболіст, що грав на позиції центрового за команду НБА «Юта Джаз». Гравець національної збірної США.

## Ігрова кар'єра
На університетському рівні грав за команду Сетон Голл (1990—1993).
1993 року був обраний у першому раунді драфту НБА під загальним 18-м номером командою «Юта Джаз». Професійну кар'єру розпочав 1993 року виступами за тих же «Юта Джаз», захищав кольори команди з Юти протягом одного сезону, зігравши у 15 матчах.

## Проблеми зі здоров'ям
У січні 1994 року поліція помітила Райта на парковці в Солт-Лейк-Сіті, який кидав сміттєві відра на припарковані машини. Після закінчення сезону Райт почав лікування у психіатричній лікарні в Нью-Джерсі з діагнозом біполярний афективний розлад. 1996 року закінчив лікування. Спортивну кар'єру так і не відновив, однак за умовами контракту з «Ютою» клуб зобов'язувався йому виплачувати допомогу в сумі 153,000 тисячі доларів на рік протягом 25 років.